# Misoča (rijeka)
Misoča je rijeka u Bosni i Hercegovini.
Izvire u mjestu Okruglica u općini Ilijaš. U blizini Ilijaša ulijeva se u Bosnu. Rijeka je duga oko 30 kilometara. Potok Zenik je pritoka Misoče. Odlukom Vlade Federacije BiH rijeka Misoča je zakonom zaštićena.